# CF Găgăuzia
Maillots
Le Club de Fotbal Găgăuzia (en gagaouze : Gagauziya Futbol Kulübü, et en russe : Футбольный клуб Гагаузия), plus couramment abrégé en CF Găgăuzia, est un club moldave de football fondé en 1991 et basé dans la ville de Comrat, en Gagaouzie.
Il évolue actuellement en Divizia A.

## Histoire
- 1991 : Fondation sous le nom de Bugeac Comrat
- 1996 : Dissolution puis refondation sous le nom de Universitate Comrat
- 2003 : le club est renommé USC Găgăuzia
- 2009 : le club est renommé CF Găgăuzia
- 2010 : Montée en Divizia Națională
- 2011 : Relégation en Divizia A

## Palmarès
| Compétitions nationales                          |
| ------------------------------------------------ |
| - Coupe de Moldavie (1) : - Vainqueur : 1991-92. |

## Personnalités du club

### Présidents
- Anatolie Mavrodi

### Entraîneurs
- Alfred Fiodorov (1991)
- Sergheï Botnaraş
- Vitalie Culibaba